# My Happy Ending
 (novembre 2021).
Si vous disposez d'ouvrages ou d'articles de référence ou si vous connaissez des sites web de qualité traitant du thème abordé ici, merci de compléter l'article en donnant les références utiles à sa vérifiabilité et en les liant à la section « Notes et références ».
Singles de Avril Lavigne
Don't Tell Me
(2004) Nobody's Home
(2004)
Clip vidéo
[vidéo] « My Happy Ending », sur YouTube
My Happy Ending est une chanson de la chanteuse canadienne Avril Lavigne extraite de son second album studio Under My Skin, sorti le 12 mai 2004.
Environ un mois après la sortie de l'album, le 16 juin 2004, la chanson a été publiée en single aux Etats-Unis. C'était le deuxième single de cet album.
Aux Etats-Unis, la chanson a atteint la place 9 sur le Hot 100 du magazine Billboard. Au Royaume-Uni, le single avec la chanson a atteint le numéro 5 dans le hit parade national.